# Vrh, Bijelo Polje
Vrh este un sat din comuna Bijelo Polje, Muntenegru. Conform datelor de la recensământul din 2003, localitatea are 46 de locuitori (la recensământul din 1991 erau 56 de locuitori).

## Demografie
În satul Vrh locuiesc 39 de persoane adulte, iar vârsta medie a populației este de 40,3 de ani (39,3 la bărbați și 41,5 la femei). În localitate sunt 13 gospodării, iar numărul mediu de membri în gospodărie este de 3,54.
Această localitate este populată majoritar de sârbi (conform recensământului din 2003).
|  |

| Demografie | Demografie | Demografie |
| An         | Locuitori  | Locuitori  |
| ---------- | ---------- | ---------- |
|            |            |            |
|            |            |            |
|            |            |            |
|            |            |            |
| 1948       | 152        |            |
| 1953       | 206        |            |
| 1961       | 195        |            |
| 1971       | 190        |            |
| 1981       | 138        |            |
| 1991       | 56         | 56         |
| 2003       | 46         | 46         |

| \| Componența etnică conform recensământului din 2003[2] \| Componența etnică conform recensământului din 2003[2] \| Componența etnică conform recensământului din 2003[2] \| Componența etnică conform recensământului din 2003[2] \| Componența etnică conform recensământului din 2003[2] \| \| ----------------------------------------------------- \| ----------------------------------------------------- \| ----------------------------------------------------- \| ----------------------------------------------------- \| ----------------------------------------------------- \| \| \| \| \| \| \| \| Sârbi \| Sârbi \| \| 41 \| 89,13% \| \| Bosniaci \| Bosniaci \| \| 5 \| 10,86% \| \| necunoscută \| necunoscută \| \| 0 \| 0% \| |             |  |    |        |
| Componența etnică conform recensământului din 2003 |             |  |    |        |
| |             |  |    |        |
| Sârbi | Sârbi       |  | 41 | 89,13% |
| Bosniaci | Bosniaci    |  | 5  | 10,86% |
| necunoscută | necunoscută |  | 0  | 0%     |